# Peter Beard
Peter Hill Beard (New York, 22 gennaio 1938 – Montauk, 19 aprile 2020) è stato un fotografo statunitense.

## Carriera
Nato a New York e cresciuto nella East Coast, Peter Beard inizia a sviluppare la propria passione nei confronti della fotografia ed a tenere dei diari già durante l'infanzia. Dal 1957 al 1961 studia storia dell'arte presso la Università di Yale e proprio nel 1961 conosce in Danimarca Karen Blixen (autrice, tra l'altro, di La mia Africa) con cui collabora fino al 1962, trasferendosi a vivere nell'Hog Ranch in Kenya, ranch vicino a quello della scrittrice.
Durante questo periodo Beard studia la fauna africana e nel 1965 pubblica il libro The End of the Game, una raccolta di fotografie, testi, documenti, che documentano la scomparsa degli elefanti in Kenya.
Negli anni settanta collabora con Andy Warhol, Francis Bacon e Truman Capote, e nel 1975 organizza la sua prima mostra fotografica presso la Blum Helman Gallery di New York, a cui segue un'altra mostra, ancora più importante, nel 1977 presso l'International Center of Photography di New York, in cui vengono messe in esposizione fotografie, giornali, oggetti africani e cimeli personali.
Nel 1978 partecipa ad alcuni documentari del ABC The American Sportsman.
Nel 1996 è stato aggredito e gravemente ferito da un elefante, ma è sopravvissuto. Nello stesso anno si tiene una retrospettiva del suo lavoro presso il Centre National de la Photographie di Parigi, a cui ne seguono altre a Berlino, Londra, Toronto, Madrid, Milano, Tokyo e Vienna.
Nel 2004 ha scritto un libro per bambini, dedicato alla figlia, Zara: Zara's Tales: From Hog Ranch.
Nel 2009, è stato scelto come fotografo per il calendario Pirelli in Botswana.
Il 31 marzo 2020 è stato visto per l'ultima volta nella sua tenuta sulle scogliere di Montauk a Long Island, prima di far perdere le proprie tracce, ed il 19 aprile seguente ne è stato rinvenuto il cadavere in un bosco dello stato di New York.